# Dozar
Dozar es una aldea española situada en la parroquia de San Miguel de Sarandón, del municipio de Vedra, en la provincia de La Coruña, Galicia. Según el IGE a fecha de 2021 cuenta con una población de 7 habitantes. En esta aldea se encuentran la iglesia y el cementerio parroquial.